# Speicherverschränkung

Grundschema

Bei der Speicherverschränkung (aus dem englischen memory interleaving) wird der Speicher in gleich große, voneinander unabhängige Bereiche (Speicherbänke, auf einem oder mehreren Modulen) unterteilt, die zeitlich verschränkt gelesen oder beschrieben werden können.
Aufeinanderfolgende Speicherworte werden zyklisch in aufeinanderfolgenden Speicherbänken abgespeichert.
Hat der Speicher eine geringere Taktrate als der Prozessor, verringern sich durch den abwechselnden Zugriff die Wartezeiten für Speicheroperationen. Ein langsamerer Speicherbaustein hat also mehr Zeit zur Verarbeitung eines einzelnen Zugriffs, für den Prozessor sieht der Speicher schneller aus. Das hat in der Praxis erhebliche Auswirkungen, da die modernen Prozessoren in der Regel schneller sind als der Hauptspeicher, weshalb man schon mit anderen Methoden, vor allem mehreren Ebenen von Cache-Speichern, versucht, den Hauptspeicher auf das Geschwindigkeitsniveau der Prozessoren zu heben.